# Cap de Socorto
El Cap de Socorto és una muntanya de 2.029 metres que es troba al municipi de la Guingueta d'Àneu, a la comarca del Pallars Sobirà.